# Bolota Asmerom
Bolota Asmerom (* 12. října 1978 Asmara) je bývalý eritrejský a od 7. května 2002 americký běžec specializující se na dlouhé tratě. V roce 2000 reprezentoval Eritreu na olympijských hrách v Sydney v běhu na 5 000 metrů.